# NGC 2232

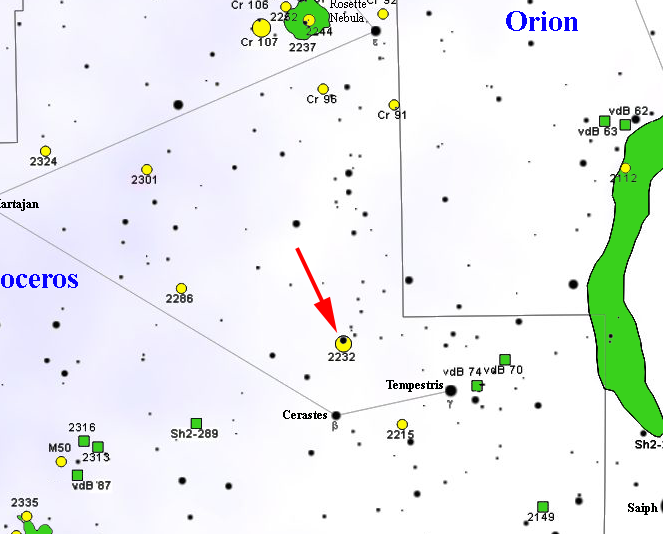
NGC 2232在天图的位置

NGC 2232是一个位于天球赤道附近的麒麟座，以麒麟-10为中心的一个明亮的疏散星团。 它在猎户座大星云附近的古爾德帶，距太阳约1060光年。该星系的平均徑向速度为26.6±0.77 km/s。 NGC 2232 是距离太阳最近的疏散星团之一，是一个研究年轻恒星向主序星过渡的一个潜在目标之一。
星团的角半径为36′，核心角半径为7.2′。是一个由20个集中恒星组成的稀疏簇 。它被认为是一个超级太阳星团，该星团的恒星的铁含量通常比太阳更高，金屬量为0.22±0.09或0.32±0.08，取决于所做的假设。 至少四个恒星紅外過量波长为8μm，为暖尘埃，其中HD 45435的波长超过24μm.，可能说明恒星处于早期演变阶段。该星团中只有一颗恒星是特殊恆星。